# Мадонна Діоталлеві
«Мадонна Діоталлеві» — картина італійського художника доби Відродження Рафаеля, написана у 1504 році. Назва походить від імені першого власника картини — Діоталлеві ді Ріміні. На картині зображені Діва Марія з немовлям Ісусом на руках, який благословляє Івана Хрестителя.
В картині відчутний вплив вчителя Рафаеля Перуджино. Довгий час вона вважалася роботою Перуджино.